# Линия Бад-Хённингена

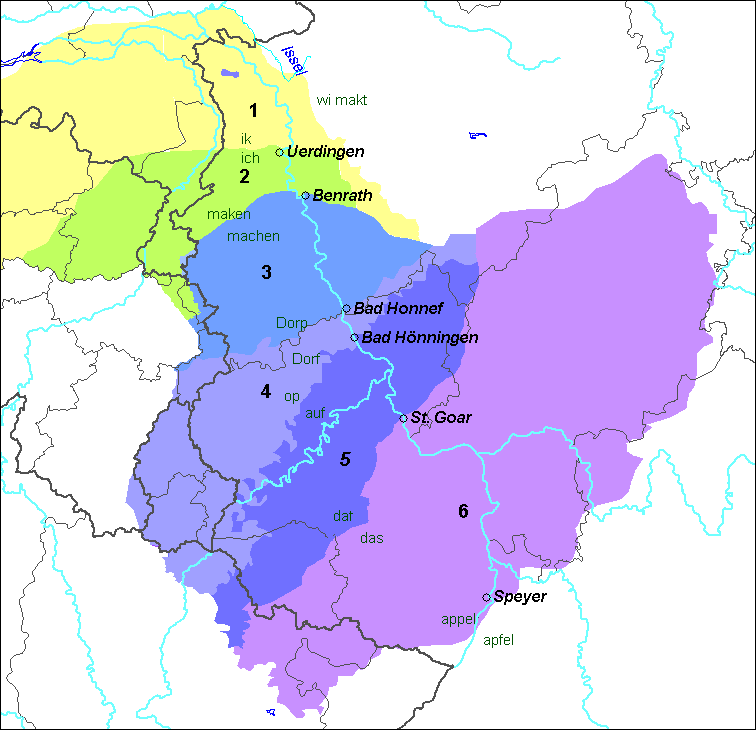
Рейнская переходная область

Линия Бад-Хённингена (нем. Bad Hönninger Linie) — изоглосса немецкоязычного языкового пространства, входящая в состав рейнской переходной диалектной области. Также известна как линия op-auf. Линия проходит через город Бад-Хённинген, разделяя мозельско-франкские диалекты пополам. Севернее линии говорят op, южнее — of, auf. Линия близка к изоглоссам dorp-dorf и korf-korb. Севернее близко проходит линцская линия.